# Itsuki Oda
Itsuki Oda (小田 逸稀 Oda Itsuki?, Saga, 16 de julio de 1998) es un futbolista japonés que juega como defensa en el Avispa Fukuoka de la J1 League.

## Trayectoria

### Clubes
| Club                      | País  | Año       |
| ------------------------- | ----- | --------- |
| Kashima Antlers           | Japón | 2017-2022 |
| Machida Zelvia (cedido)   | Japón | 2020      |
| JEF United Chiba (cedido) | Japón | 2021      |
| Avispa Fukuoka            | Japón | 2023-     |

## Palmarés

### Títulos nacionales
| Título         | Club           | País  | Año  |
| -------------- | -------------- | ----- | ---- |
| Copa J. League | Avispa Fukuoka | Japón | 2023 |